# Гёрцке
Гёрцке (нем. Görzke) — община в Германии, в земле Бранденбург.
Входит в состав района Потсдам-Миттельмарк. Подчиняется управлению Цизар. Население составляет 1345 человек (на 31 декабря 2010 года). Занимает площадь 74,65 км².
Коммуна подразделяется на 4 сельских округа.
| Год  | Население |
| ---- | --------- |
| 2005 | 1510      |
| 2010 | 1363      |

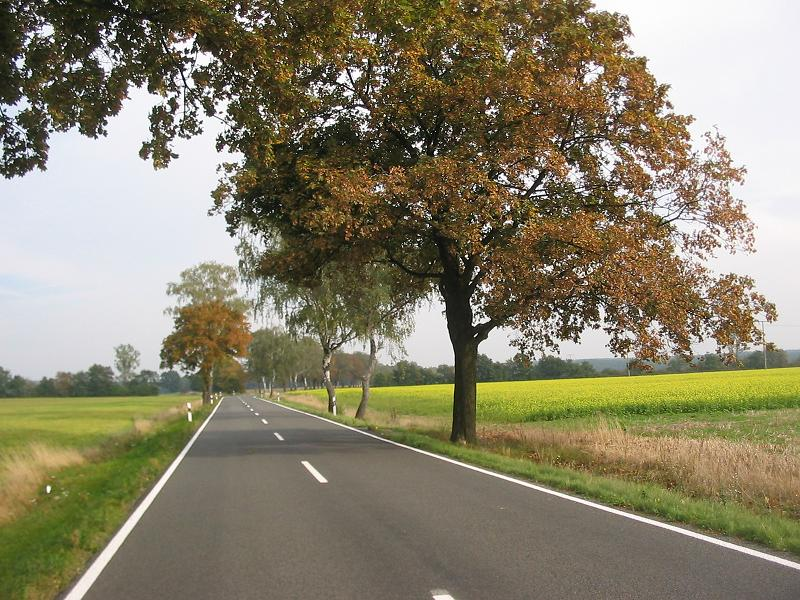
Гёрцке
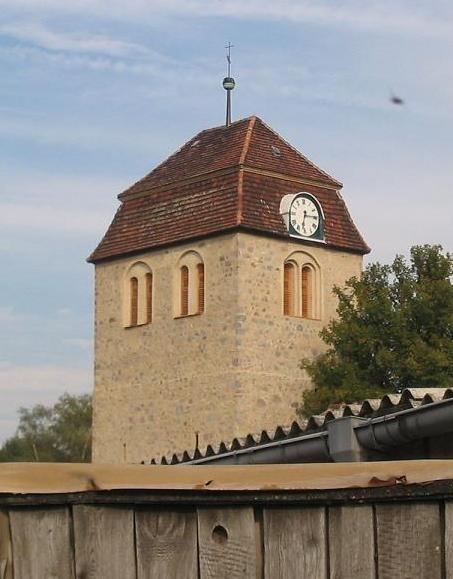
Гёрцке